# Bures, Orne
Bures är en kommun i departementet Orne i regionen Normandie i nordvästra Frankrike. Kommunen ligger i kantonen Courtomer som tillhör arrondissementet Alençon. År 2022 hade Bures 166 invånare.

## Befolkningsutveckling
Antalet invånare i kommunen Bures
| Referens: INSEE |